# Міхал Налєпа (футболіст, 1995)
Міхал Налєпа (пол. Michał Nalepa, нар. 24 березня 1995, Вейгерово, Польща) — польський футболіст, центральний півзахисник клубу «Ягеллонія».

## Клубна кар'єра
Міхал Налєпа народився у місті Вейгерово, що розташоване у Поморському воєводстві. Займатися футболом починав у молодіжній команді клубу «Арка» з Гдині. Згодом його перевели до дублю команди. А з 2014 року Налєпа є гравцем основного складу «Арки». З якою починав грати у Першій лізі і в сезоні 2015/16 допоміг команді вибороти підвищення до Екстракласи. А ще за рік Налєпа разом з командою став переможцем національного Кубку та Суперкубку.
У 2020 році футболіст вирішив спробувати свої сіли в іншому чемпіонаті і приєднався до турецького клубу «Гіресунспор», з яким також виграв Першу лігу чемпіонату Туреччини та підвищився до Суперліги. Та вже за рік Налєпа повернувся до Польщі, де підписав контракт з клубом Екстракласи «Ягеллонія» з Білостоку.

## Збірна
У 2015 році Міхал Налєпа взяв участь у матчі молодіжної збірної Польщі.

## Досягнення
Арка (Гдиня)
 Переможець Першої ліги: 2015/16
 Переможець Кубка Польщі: 2016/17
 Переможець Суперкубка Польщі (2): 2017, 2018